# Рихта (Вишгородський район)
Ри́хта — село в Україні, у Вишгородського району Київської області. Населення становить 53 осіб.

## Історія
Виникло у XIX столітті, зафіксоване на 3-верстовій карті 1860-х років під такою ж назвою, але кількість дворів не зазначена.
За даними довідника «Список населенных мест Киевской губернии» (1900), власницький хутір Рихта  мав 11 дворів та 65 жителів. Належав княгині Ользі Трубецькій та Марії Каменській. У хуторі було 3 кузні. Хутір входив до складу Горностайпільської волості, з 1923 по 1962 - до складу Димерського району, у 1962-1973 - Іванківського району, з 12 квітня 1973 і дотепер село у складі Вишгородського району. 
З утворенням сільських рад у 1923 стало центром Рихтянської сільської ради, 10 серпня 1954 року Рихтянська сільська рада увійшла до складу Вахівської сільської ради. 
1924 року - 65 дворів, 355 жителів, 1926 року - 27 дворів, 129 жителів (93 українці та 36 поляків). 
Село опинилося в межах заповідника, тож 10 квітня 1972 року його передали зі складу Вахівської до складу Богданівської сільських рад. З 2020 року  - в складі Димерської селищної громади, старостинського округу, до складу якого такогож входять села Богдани, Дмитрівка, Ритні, Овдієва Нива, Сухолуччя, Толокунь.
Знаходиться у четвертій зоні забруднення від аварії на Чорнобильській АЕС. Під час гігієнічної оцінки стану ґрунтів Київської області за фізико-хімічними показниками був виявлений вищий за фоновий вміст кадмію у ґрунті (0,67 — 0,81 при допустимих рівнях 0,5 мг/кг), а під час контролю вмісту радіонуклідів в продуктах харчування було виявлено перевищення встановлених рівнів у молоці з приватних господарств.

## Вулиці
- Лісова
- Подільська
- Шевченка